# Fernande Volral
Fernande Volral, née à Champigneulles en France, le 7 octobre 1920 et morte exécutée à Wolfenbüttel le 7 août 1944, est une résistante belge de la Seconde Guerre mondiale.

## Biographie
Fernande Volral nait à Champigneulles près de Nancy, le 7 octobre 1920. Dans les années 1930, la famille part s'installer à Charleroi. Le 27 avril 1940, elle se marie à Jette, le couple s'y installe. Elle exerce alors la profession de modiste. En 1941, elle rencontre Raoul Baligand, le commandant national des Partisans armés qui lui confie des tâches d'agent de liaison. En 1942, elle fait partie du groupe dit du 10 de la rue de la Perle de Molenbeek-Saint-Jean rattaché au Front de l'indépendance. Ce groupe est principalement formé d’Italiens anti-fascistes ayant fait partie des Brigades Internationales. Fin 1942, elle dirige d'audacieux sabotages.

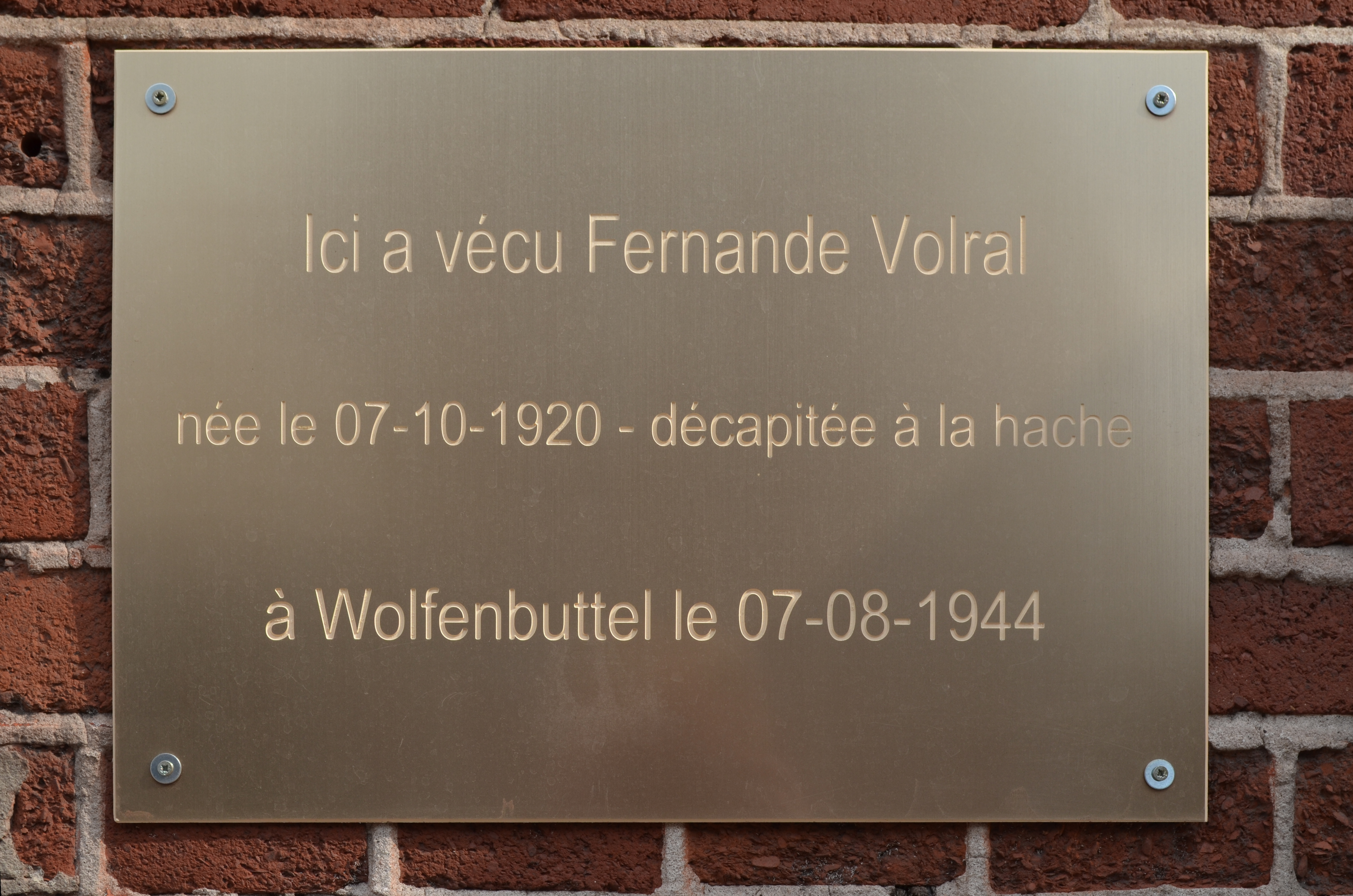
Plaque apposée à l'avenue des Alliés à Charleroi.

Le 23 février 1943, sur dénonciation, elle est arrêtée à son domicile. Armée, elle tente de s'échapper et blesse l'un des deux policiers allemands venus l'appréhender. Elle est emmenée à la prison de Saint-Gilles. Le 11 septembre 1943, elle est déportée en Allemagne pour être détenue à la prison de Leer en attendant son jugement par le Volksgerichtshof. Elle sera jugée le 26 mars 1944, le même jour que Marguerite Bervoets. Les deux femmes à dater de ce jour partageront le même destin. Condamnées à mort, elles sont transférées à Wolfenbüttel. Elles y seront décapitées à la hache le 7 août 1944,.

Dans une lettre d'adieu adressée sa maman, elle écrit : 

« Ma petite Maman, je vous demande pardon à tous de vous causer de la peine, mais je sais que vous me pardonnerez. Bientôt le monde sera libre et ce sera pour lui […] que j’aurai lutté. […]. La cause que je défends est juste, elle est sacrée. Que mes camarades sachent que je n’ai jamais douté de son triomphe […]. Je crois qu’après cette guerre une ère de bonheur va commencer, je vous demande d'en bien profiter tous. J'ai aussi une grande consolation : aucun ami ne m'a suivie en prison. Je t'assure que cela me donne une grande force [...]. Il fait beau et chaud aujourd'hui, c'est pour moi un symbole de l'aurore que je vois poindre [...]. La prison ne m'a pas changée moralement, sauf pour me rendre meilleure. Je vais te dire adieu ma petite maman, à toi et à tous ceux qui m'ont aimée. Encore une fois du courage. Je te quitte hélas pour toujours. [...] »

.

## Reconnaissances

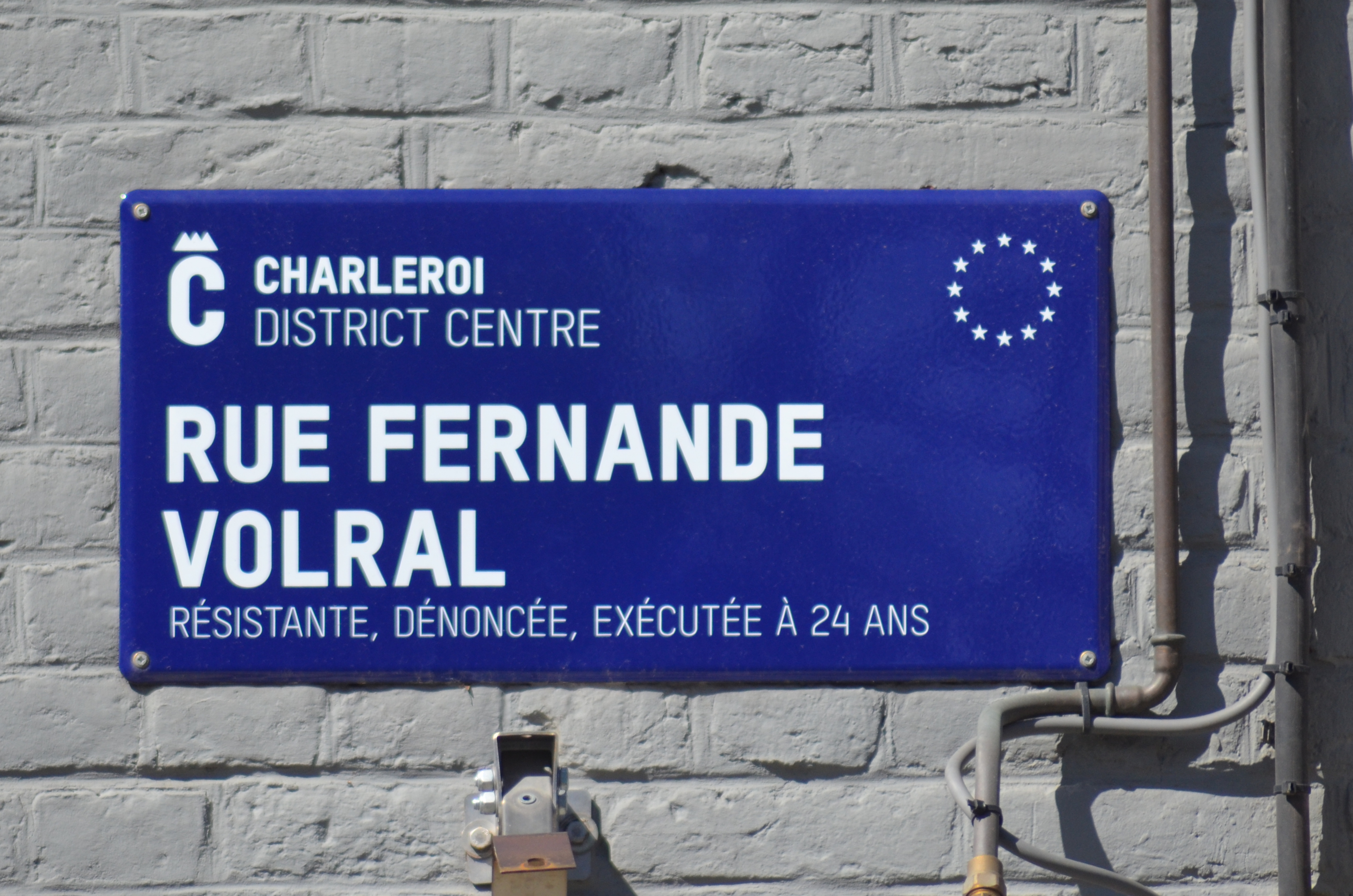
Plaque de rue à Charleroi.

- En 1955, la commune de Jette donne son nom à une rue.
- Une plaque commémorative est placée avenue des Alliés à Charleroi en 2003.
- Une rue, anciennement rue de la Croix Rouge, porte son nom à Charleroi depuis août 2020[6].
- En 2022, la Société des transports intercommunaux de Bruxelles rebaptise l'arrêt de bus « Reiniers » à Jette en « Fernande Volral ».